# Micromaiinae
Micromaiinae zijn een uitgestorven onderfamilie van krabben (Brachyura) uit de familie Majidae.

## Geslachten
De Micromaiinae omvat volgende geslachten: 
- Micromaia  †  Bittner, 1875
- Mithracia  †  Bell, 1858
- Pisomaja  †  Lőrenthey, 1929